# Trisopsis quercina
Trisopsis quercina är en tvåvingeart som först beskrevs av Ephraim Porter Felt 1907.  Trisopsis quercina ingår i släktet Trisopsis och familjen gallmyggor. Inga underarter finns listade i Catalogue of Life.